# Delia Nivolelli Grecanico
Il Delia Nivolelli Grecanico è un vino DOC la cui produzione è consentita nella provincia di Trapani.

## Vitigni con cui è consentito produrlo
- Grecanico minimo 85%
- Possono concorrere alla produzione di detti vini, le uve di altri vitigni a bacca bianca, autorizzati e/o raccomandati per la provincia di Trapani, da soli o congiuntamente sino ad un massimo del 15%.[1]

## Caratteristiche organolettiche
- colore: giallo paglierino tenue con riflessi talvolta verdolini;
- profumo: delicato più o meno fruttato, caratteristico;
- sapore: secco, armonico, fresco;

## Produzione
Provincia, stagione, volume in ettolitri
- nessun dato disponibile